# Håkäring
Håkäring (Somniosus microcephalus), även stavat håkärring samt kallad ishaj eller grönlandshaj, är efter brugden den största av Nordens hajar. Den tillhör familjen Somniosidae (Håkäringhajar eller sömnhajar), vilken utmärks av långsam simning och låg aktivitetsnivå. Utbredningen av denna art är mestadels begränsad till vattnen i Nordatlanten och Ishavet.
Håkäringen har den längsta kända livslängden av alla ryggradsdjursarter, beräknad till mellan 250 och 500 år, och är bland de största ännu existerande hajarterna.   

## Etymologi
Ordet håkäring är en förvanskning av håskärding, där hå- kommer av "haj" och -skärding sammanhänger med skära, såra eller stycka.

## Utseende
Medelstorleken för en håkäring är mellan 260 och 380 cm och medelvikten är mellan 250 och 390 kg. Det största exemplar som mätts var 446 cm lång med en omkrets på 266 cm och en vikt på 1 099 kg, även om det förekommer uppgifter om exemplar på över 7 meter.
Håkäringen har en tjock kropp med korta ryggfenor och en hög stjärtfena, och varierar i färg från svart till brun- och gråaktig. Synen är svag och ofta skadad av parasiterande djur, vilket gör hornhinnan mjölkvit.

## Utbredning
Arten förekommer i norra Atlanten längs Grönlands kust och östra Kanada, samt österut via Island och Svalbard så långt som till Novaja Zemlja.
Områden där grönlandshajen är vanligt förekommande är i fjordar i Norge, t.ex. Trondheimsfjorden och Boknafjorden, båda i Norge och utanför Islands sydkust. 
Den vandrar söderut på hösten och har där siktats på skilda ställen. Förekomst har även rapporterats i södra Atlanten ända ner till Antarktis. På försommaren återvänder håkäringen norrut. 
I Sverige är den troligen årsvis gäst i Skagerrak och Kattegatt, men observeras sällan. Ibland uppträder den invasionsartat, som i Kosterfjorden 1–2 april 1969 och i Gullmaren i juni 1979. Sportfiskare på västkusten får ibland mindre eller medelstora exemplar i fångsten.

## Miljö och föda
Hittas under den varmare delen av året vanligtvis på 400–900 m djup, men har observerats så djupt som 2 200 m. Under den kallare delen av året håller den sig närmare ytan. Den har observerats i vattentemperaturer ner till -1,5 °C, vilket gör den till en av de mest köldtåliga hajarna.
Håkäringen är en allätare som äter en mycket stor mängd fiskarter liksom sälar, sjöfåglar, bläckfiskar och krabbor. Den samlas ofta i mängd kring val- och sälfångstfartyg, där den lever på as som fartygen lämnar efter sig. Enligt uppgifter ska det ha förekommit att en isbjörn (antagligen en unge) hittats inuti en håkäring.
Trots hajens storlek och aptit förekommer det bara en, vetenskapligt ostyrkt, rapport om att den skulle ha attackerat människan. Det beror sannolikt på att hajens har sitt naturliga habitat i miljöer där människor sällan simmar.

## Reproduktion
Föder kullar av upp till 10 levande ungar som är ca 40 cm långa. Det har noterats att hajen växer mycket långsamt – mellanstora exemplar som mättes över en längre tid visade sig bara växa en halv centimeter per år. Tidigare uppskattades maxåldern till över 100 år. Nyare data gör att maxåldern skattas till kring hela 400 år, vilket i så fall gör håkäringen till det längst levande ryggradsdjuret.

## Betydelse för människan
Håkäringen fiskades kring Norge, Island och Grönland på 1800-talet, framförallt på grund av dess lever som innehöll en stor mängd tran. Näringen hade på 1910-talet blivit omfattande, men det kommersiella fisket efter tranet upphörde 1960. Numera fångas den ibland av misstag vid trålfiske, och den har rönt popularitet som sportfisk. Släktnamnet somniosus betyder "den sömnige", och hajen är känd för sin passivitet vid fångst.
Köttet innehåller trimetylaminoxid, vilket i matsmältningsprocessen bildar trimetylamin, ett gift som ger neurologiska symptom som påminner om extrem druckenhet. Synrubbningar, diarré och kramper som i värsta fall leder till döden kan förekomma. Upprepad kokning och torkning gör köttet ätligt. Traditionellt har det ätits av inuiter, samt i fermenterat skick som surhaj (hákarl) på Island, en motsvarighet till den svenska surströmmingen.